# Bruxelles Royal Yacht Club
 (novembre 2013).
Si vous disposez d'ouvrages ou d'articles de référence ou si vous connaissez des sites web de qualité traitant du thème abordé ici, merci de compléter l'article en donnant les références utiles à sa vérifiabilité et en les liant à la section « Notes et références ».
Fondé en 1906, le Bruxelles Royal Yacht Club est le plus ancien club nautique de Bruxelles. L'objet social de l'association est fondé sur le principe de développement d'activités nautiques.

## Histoire
Avec l’élargissement du canal entamé sous l’égide de Léopold II de Belgique en 1900, le Canal de Bruxelles reçoit la visite de plus en plus fréquente de nombreux yachts à voile ou à moteur. C’est ce qui pousse quelques audacieux à créer un club nautique et c’est ainsi que naquit Le Y.C.B.(le Yachting Club de Bruxelles) le 2 mai 1906. 

Logo du BRYC (avec son guidon)

Le Y.C.B. devait encore se trouver un lieu, cela sera chose faite le 1er avril 1909 avec l’acquisition d’un espace de 2200 mètres carrés situé à côté du bassin construit à l’origine pour y accueillir l’Alberta, le yacht royal de Léopold II de Belgique. 
Au décès du Souverain, le projet de voir un jour le Yacht Royal à Bruxelles est abandonné et selon les désirs du Roi, une donation royale est mise en place pour transmettre à la Nation une série de propriétés royales dont le bassin réservé au Yacht Royal à Bruxelles.
C'est l'occasion pour le tout jeune conseil d'administration du Y.C.B. de signer un contrat de bail le 18 décembre 1910, bail renouvelé approximativement tous les 20 ans jusqu'à aujourd'hui. Dans la foulée de l'agrandissement du terrain dédié au Club, le conseil d'administration décide d'investir dans un hangar flottant. 
Quelques semaines après le décès de S.A.R. Léopold II, le 29 avril 1910, le Roi Albert visitera les installations du Club, installations situées à quelques mètres de la résidence Royale. Mais il manquait encore un Club House pour y rassembler les près de 300 membres inscrits au Y.C.B. début 1910 et c'est en récupérant le pavillon de l'entreprise ALFA LAVAL à la fin de l'exposition universelle de 1910 que le Y.C.B. a pu trouver un pavillon pour y réunir ses membres et y loger son concierge. 
En 1912 enfin, le Président du Y.C.B (qui n'a pas encore le titre de Commodore) écrit au Roi pour lui demander d'accorder au Y.C.B. son Haut Patronage. Le Roi répondra positivement à cette demande et c'est ainsi qu'est né le Bruxelles Royal Yacht Club.
Les locaux du B.R.Y.C. accueillent désormais une école de navigation.
Le port de plaisance est également la base d'une unité de scouts marins, la 75e Sea Scouts.